# Melissa Milich
Melissa Milich je američkohrvatska spisateljica. Po zanimanju je spisateljica i novinarka. Piše pjesme i prozu te djela za djecu (roman). Piše isključivo na engleskom jeziku.
Roditelji su joj Hrvati podrijetlom iz Močića u konavoskom kraju, a živjeli su u  
Watsonvilleu, u Kaliforniji.
Od 1992. piše u mjesnim novinama u kojima ima svoju kolumnu, a pisala je i tekstove za stripove. Piše za časopise Alfred Hitchcock's Magazine, Crocket, Girlfriends i ostale.
Stilski pripada glavnom pravcu američke književnosti. 

## Djela
- Ne možeš me prestrašiti, 1995., roman za djecu (naslov eng. izvornika Can't Scare Me! )
- Miz Fannie Mae's Fine New Easter Hat, 1997. (ilustrirala: Yong Chen)

## Nagrade
- Prva nagrada lista Writer's Digest 1993. godine za kratku priču